# Pak Csujong
Pak Csujong (koreaiul: 박주영; Tegu, 1985. július 10. –) dél-koreai labdarúgó.

## Pályafutása
A dél-koreai csatár 2001-ben, egy helyi gimnázium focicsapatában kezdte meg az ismerkedést a játékkal. Teljesítményére már korán felfigyeltek, hiszen hamarosan helyet kaphatott a dél-koreai utánpótlás válogatottakban.
Pak Csujongra a 2004-es AFC Ifjúsági Bajnokság után figyeltek fel, ahol az ő vezetésével a dél-koreai U20-as válogatott megnyerte a rekordot jelentő 11. címét. A torna során megnyerte az Aranycipőt és őt választották a torna legértékesebb játékosává.
A dél-koreai csapattal részt vett a 2005-ös katari tornán amin 8 csapat szerepelt. Pak két gólt szerzett Kína ellen, hármat Ukrajna ellen, kettőt Algéria ellen és kettőt Japán ellen, amivel megnyerte a tornát a csapata. Pak kapta meg az év fiatal játékosa díjat az Ázsiai Labdarúgó szövetségtől.
Pak részt vett a 2005-ös U-20-as világbajnokságon, ahol egy gólt szerzett Nigéria ellen szabadrúgásból.

### FC Szöul
Pak 2005-ben, az FC Szöul színeiben léphetett pályára a dél-koreai első osztályban, a K-Ligában. Első szezonjában rögtön 18 góllal és 4 gólpasszal örvendeztette meg a csapat szurkolóit, ezzel pedig az idény legjobb fiatal játékosa és egyben gólkirálya is lett. Európában már ekkor is felfigyeltek kivételes tehetségeire, Guus Hiddink például csábította volna a PSV-hez, ám a hollandok és Pak klubja nem tudott megállapodni a csatár kivásárlási árában.
A játékos azonban folytatta a jó szereplését, így 2006-ban ott lehetett a dél-koreai felnőtt válogatottban, a németországi világbajnokságon. Pak összesen egyszer játszhatott, Svájc ellen, a csoportkör harmadik mérkőzésén, ezen azonban őt választották meg a meccs emberének. Pak ezután a 2006-os Olimpiai Játékokon is részt vett hazája színeiben, ahol egy árnyalatnyival jobb teljesítményt nyújtott, mint a világbajnokságon, ám gólt nem tudott szerezni.

### AS Monaco
Gyengécske bajnoki szereplései ellenére 2008-ban elérkezett az áttörés, amikor Pak Európába került, méghozzá az AS Monacóhoz. A francia csapatnál összesen három évet töltött, és 91 pályára lépés alatt 25 gólt szerzett. A 2010/11-es idényben Pak mindent megtett, ami tőle tellett: a Ligue 1-ben 33 meccs alatt 12-szer volt eredményes, ám ez sem segített a Monacón, amely csapat az év végén kiesett a másodosztályba.

### Arsenal
Pakot azonban nem akarták veszni hagyni a nagyobb klubok, a legkomolyabb kérője például a 2010–11-es francia bajnok Lille csapata volt. A csatár átigazolása már a végső stádiumában járt (a két részes orvosi vizsgálatok első felét már teljesítette is Pak), amikor közbejött az Arsenal és Arsène Wenger érdeklődése. Pak ezek után London felé vette az irányt, s bár a Lille vezetősége mindent megpróbált (állítólagosan a reptérig üldözték Pakot), a csatár ekkor már Angliában volt.
A játékos menedzsere utólag elnézést kért a Lille-től, de állítása szerint az Arsenal ajánlata túl jó volt ahhoz, hogy elutasítsák. Az igazsághoz hozzátartozik, hogy a dél-koreai törvények értelmében Paknak is be kell vonulnia a hadseregbe 30 éves kora előtt, így az Arsenalnál a jövőben eltöltött két és fél éve az utolsó esélye volt arra, hogy Európa egyik, hanem a legnagyobb ligájában játszhasson, méghozzá az egyik nagy csapatnál.